# Зуенков, Максим Владимирович
Максим Владимирович Зуенков (род. 28 августа 1980, Пенза) — российский хоккеист, нападающий.

## Биография
Воспитанник пензенского «Дизелиста». В сезоне 1996/97 дебютировал за вторую команду в первой лиге. С сезона 1998/99 — в «Дизелисте». В сезоне 2001/02 играл также за «Кристалл» Саратов. В следующем сезоне провёл 13 матчей в Суперлиге за петербургский СКА, больше в высшем дивизионе не выступал. Играл за клубы «Дизель-2» (2002/03), «Дизель» (2003/04 — 2005/06), «Кристалл» Саратов (2006/07 — 2007/08, 2012/13), «Автомобилист» Екатеринбург (2007/08, 2008/09), «Югра» Ханты-Мансийск и «Торос» Нефтекамск (2008/09), «Союз» Заречный (2014/15).
Играл за любительские клубы «Айсберг» (Пенза) и «Ромоданово» (Ромоданово).